# Stazione di Chiavenna
Stazione di Chiavenna vasútállomás Olaszországban, Lombardia régióban, Chiavenna településen.

## Vasútvonalak
Az állomást az alábbi vasútvonalak érintik:
- Colico–Chiavenna-vasútvonal

## Kapcsolódó állomások
A vasútállomáshoz az alábbi állomások vannak a legközelebb:
- Stazione di Prata Camportaccio (Stazione di Colico, Colico–Chiavenna-vasútvonal)